# Nicolai Jørgensgaard Graakjær
Nicolai Jørgensgaard Graakjær (født 22.10.1972) er professor ved Institut for Kommunikation og Psykologi ved Aalborg Universitet. Hans forskningsområde er reklamemusik, lydbranding, lyden af sport og socialpsykologi.

## Uddannelse og karriere
Nicolai Jørgensgaard Graakjær blev i 1997 cand.phil. i musik og i 1999 blev han cand.mag. i psykologi ved Aalborg Universitet. Fra 1997-1999 var han også gæstelærer ved Aalborg Universitet. Herefter var han gymnasielærer i et år, hvor han også tog et pædagogikum. Fra 2000-2003 var han amanuensis og i 2008 modtager han sin Ph.d., som han tog sideløbende med, at han var undervisningsadjunkt ligeledes ved Aalborg Universitet. Hans Ph.d. omhandler musik i tv-reklamer. Herefter blev han lektor ved Aalborg Universitet og i 2013 blev han professor.

Siden 2010 har han været leder for vidensgruppen MÆRKK ved Institut for Kommunikation og Psykologi. Han har også haft forskellige redaktionelle hverv, blandt andet Editor-in-Chief for Mediekultur fra 2008-2012 og Editor-in-Chief for MÆRKK – Æstetik og Kommunikation / Aalborg Universitetsforlag siden 2012.

Desuden har han optrådt i medierne mange gange.

## Publikationer
Nicolai Jørgensgaard Graakjær har udgivet over 100 publikationer, herunder 7 bøger:
- Graakjær, N. J. (2023). The Sounds of Spectators at Football. Bloomsbury Academic.
- Jessen, I. B., & Graakjær, N. J. (Eds.) (2020). Medieæstetik - Politik, hverdagsliv og forbrugskultur. (1 ed.) Aalborg Universitetsforlag. MÆRKK – Æstetik og Kommunikation
- Allingham, P., Graakjær, N. J., Grøn, R., & Jantzen, C. (Eds.) (2019). Stemningens æstetik. Aalborg Universitetsforlag. MÆRKK – Æstetik og Kommunikation No. 8
- Graakjær, N. J. (2015). Analyzing music in advertising: Television commercials and consumer choice. (1 ed.) Routledge. Routledge Interpretive Marketing Research https://doi.org/10.4324/9781315770277
- Graakjær, N. J., & Jessen, I. B. (Eds.) (2015). Selektion: Om udvælgelse af medietekster til analyse. Systime Academic. MÆRKK – Æstetik og Kommunikation No. 4
- Graakjær, N. J. (2011). Musik i tv-reklamer: Teori og analyse. (1 ed.). Samfundslitteratur.
- Graakjær, N. J., & Jantzen, C. (Eds.) (2009). Music in Advertising: Commercial Sounds in Media Communication and Other Settings. Aalborg Universitetsforlag.

### Andre udvalgte publikationer
- Graakjær, N. J.(2021). Club Foot for football – on the (re)construction of meanings of music and football through a television title sequence. Sport in Society, 24(1), 22-37. https://doi.org/10.1080/17430437.2020.1795133
- Graakjær, N. J.(2021). The sounds of Coca-Cola - on "Cola-nization" of sound and music. In J. Deaville, S-L. Tan, & R. Rodman (Eds.), The Oxford Handbook of Music and Advertising (pp. 397-413). Oxford University Press.

- Graakjær, N. J. (2020). Sounds of soccer on-screen: A critical re-evaluation of the role of spectator sounds. The Journal of Popular Television, 8(2), 143-158. https://doi.org/10.1386/jptv_00015_1
- Graakjær, N. J.(2020). ‘Listen to the atmosphere!’: On spectator sounds and their potentially disruptive role in a football simulation video game. The Soundtrack, 11(1-2), 39-55. https://doi.org/10.1386/ts_00004_1
- Graakjær, N. J. (2019). Sounding out i’m lovin’ it – a multimodal discourse analysis of the sonic logo in commercials for McDonald’s 2003–2018. Critical Discourse Studies, 16(5), 569-582. https://doi.org/10.1080/17405904.2019.1624184
- Graakjær, N. J., & Bonde, A. (2018). Non-musical sound branding – a conceptualization and research overview. European Journal of Marketing, 52(7/8), 1505-1525. https://doi.org/10.1108/EJM-09-2017-0609
- Graakjær, N. J. (2014). The Bonding of a Band and a Brand: On Music Placement in Television Commercials from a Text Analytical Perspective. Popular Music & Society, 37(5), 517-537. https://doi.org/10.1080/03007766.2013.861242
- Jessen, I. B., & Graakjær, N. J.(2013). Cross-media communication in advertising: exploring multimodal connections between television commercials and websites. Visual Communication, 12(4), 437-458. https://doi.org/10.1177/1470357213497665
- Graakjær, N. J. (2012). Dance in the store: on the use and production of music in Abercrombie & Fitch. Critical Discourse Studies, 9(4), 393-406. https://doi.org/10.1080/17405904.2012.713208